# Obélisques de Naples

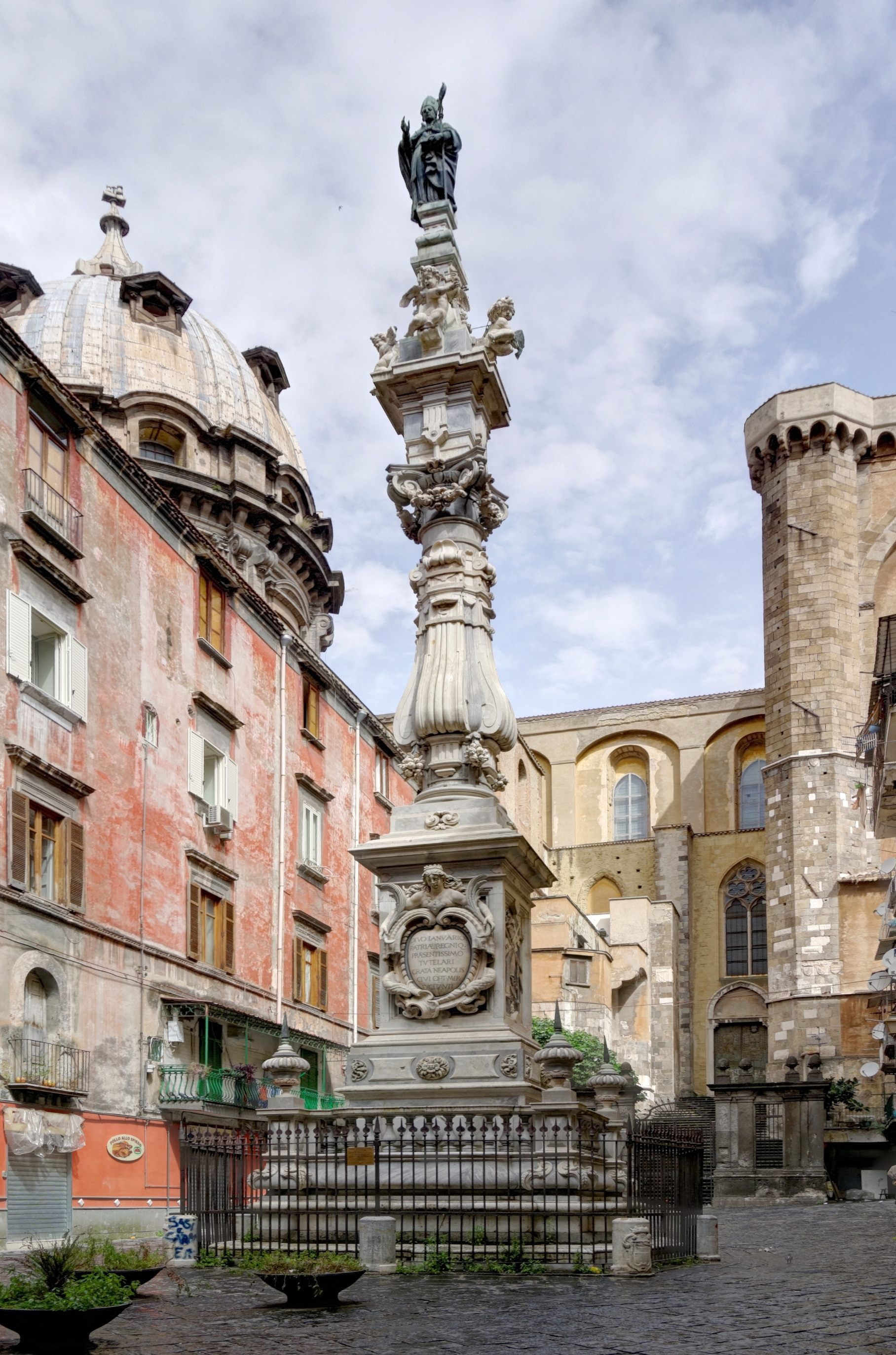
Obélisque de San Gennaro

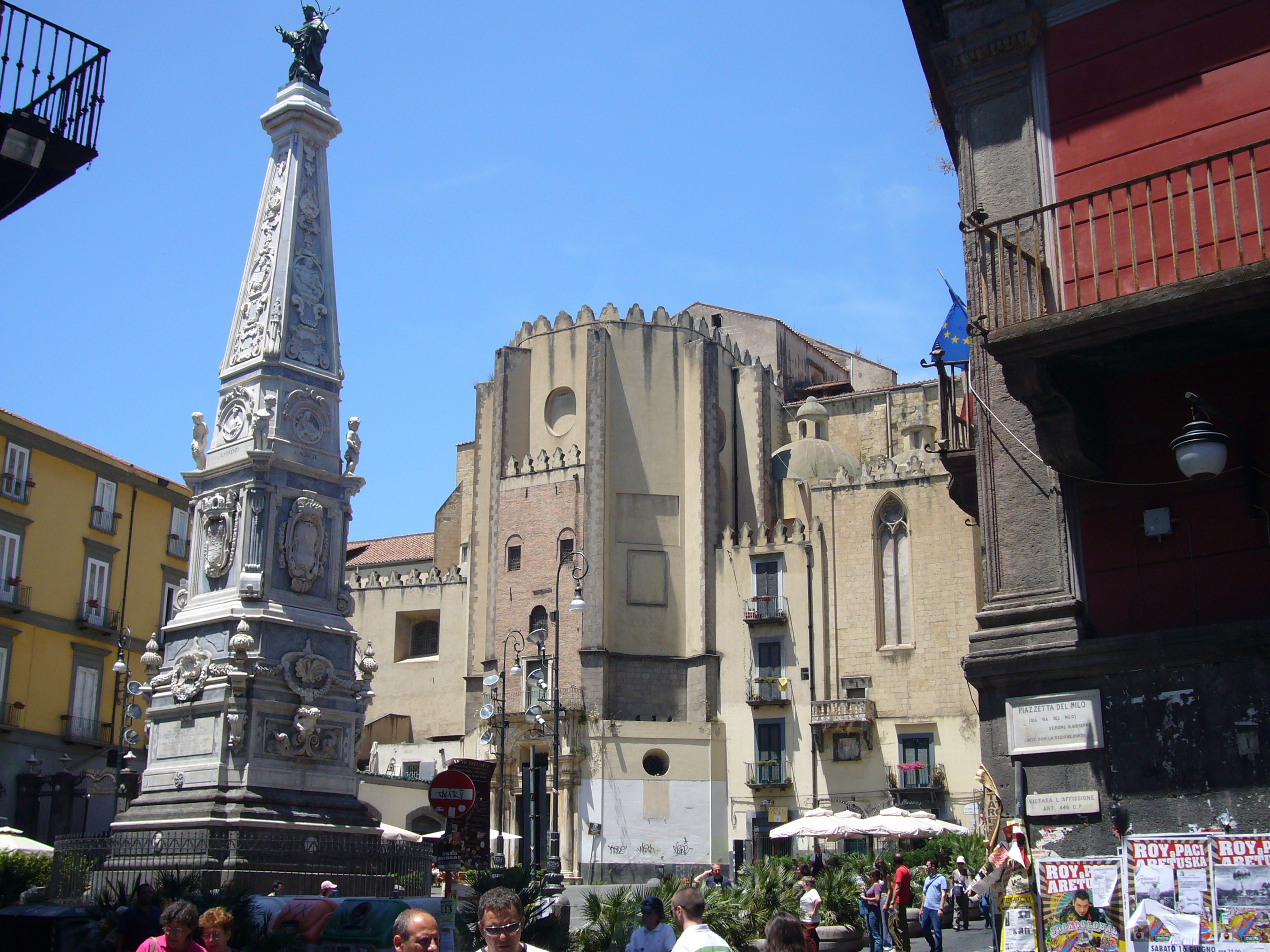
Obélisque de San Domenico Maggiore

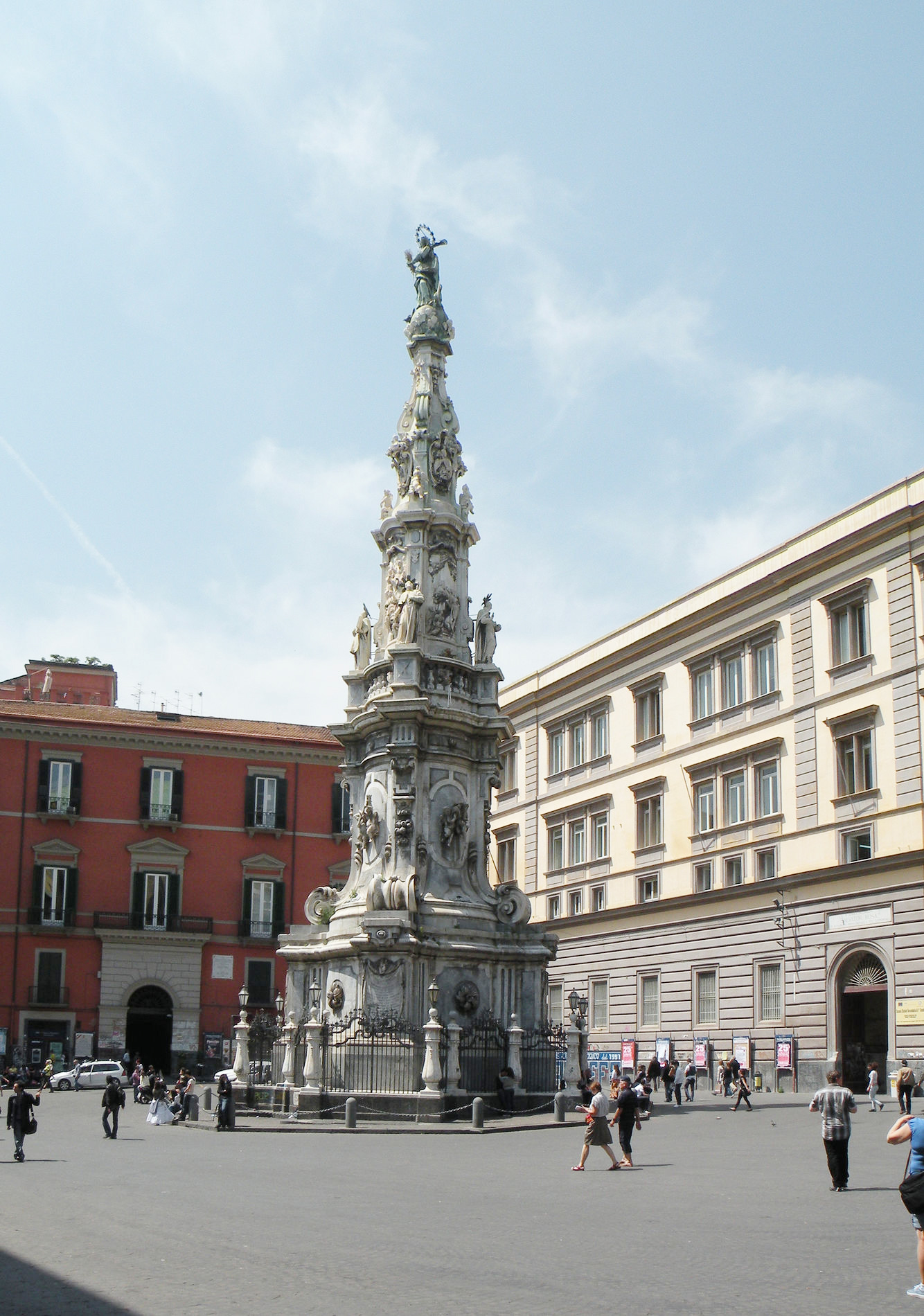
Obélisque du Gesù Nuovo

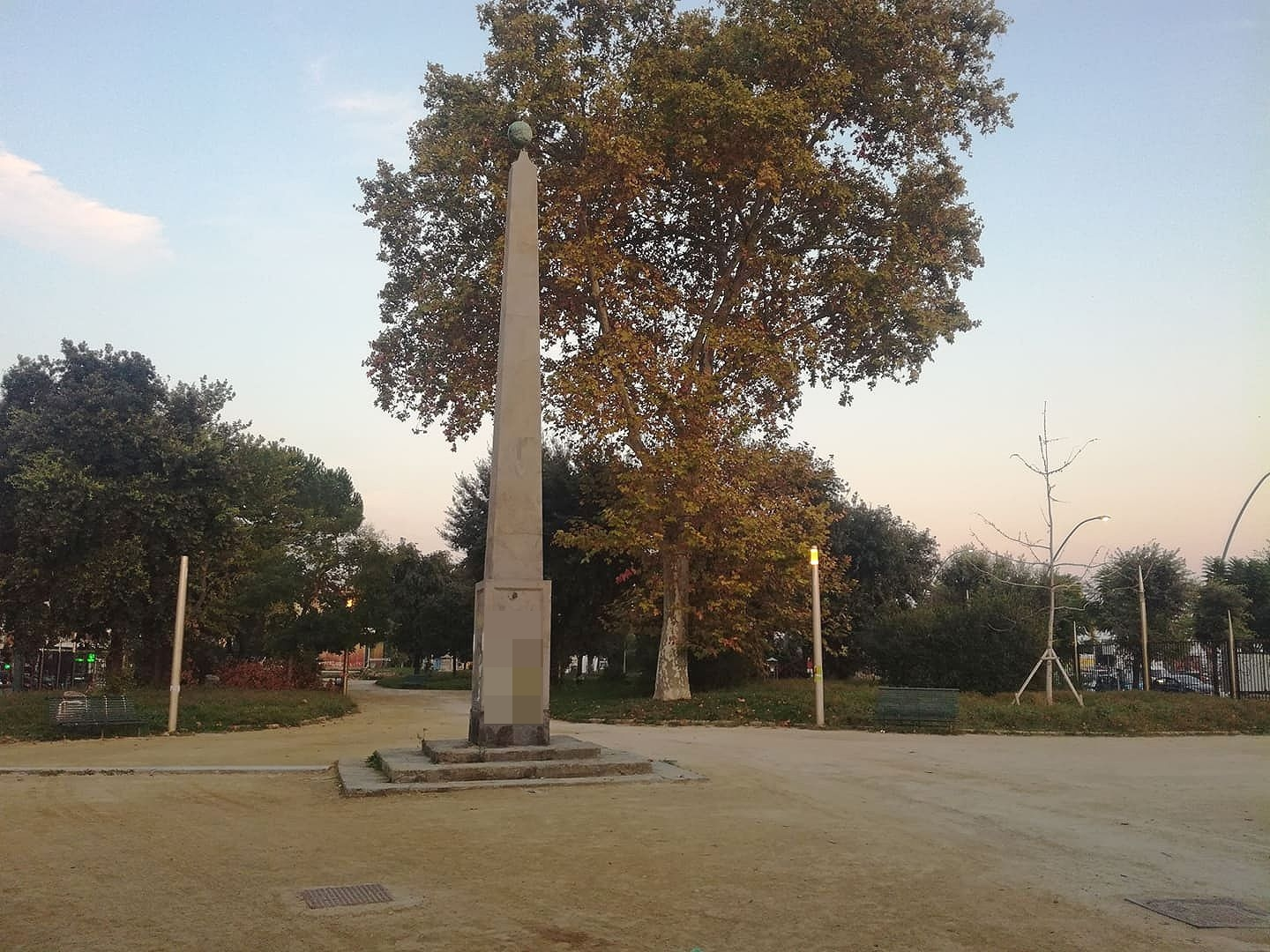
Obélisque de Villa Comunale

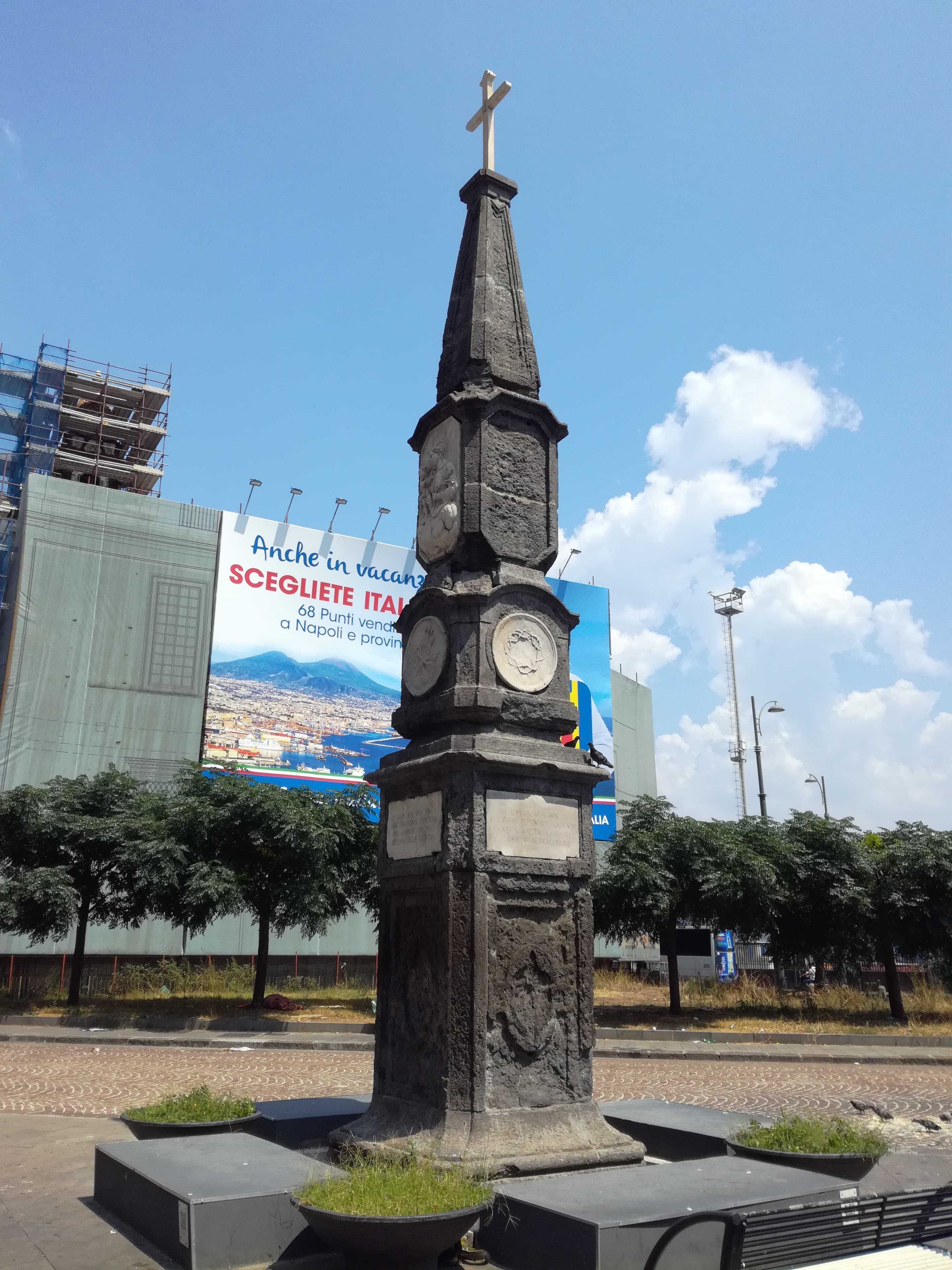
Obélisque de Portosalvo.

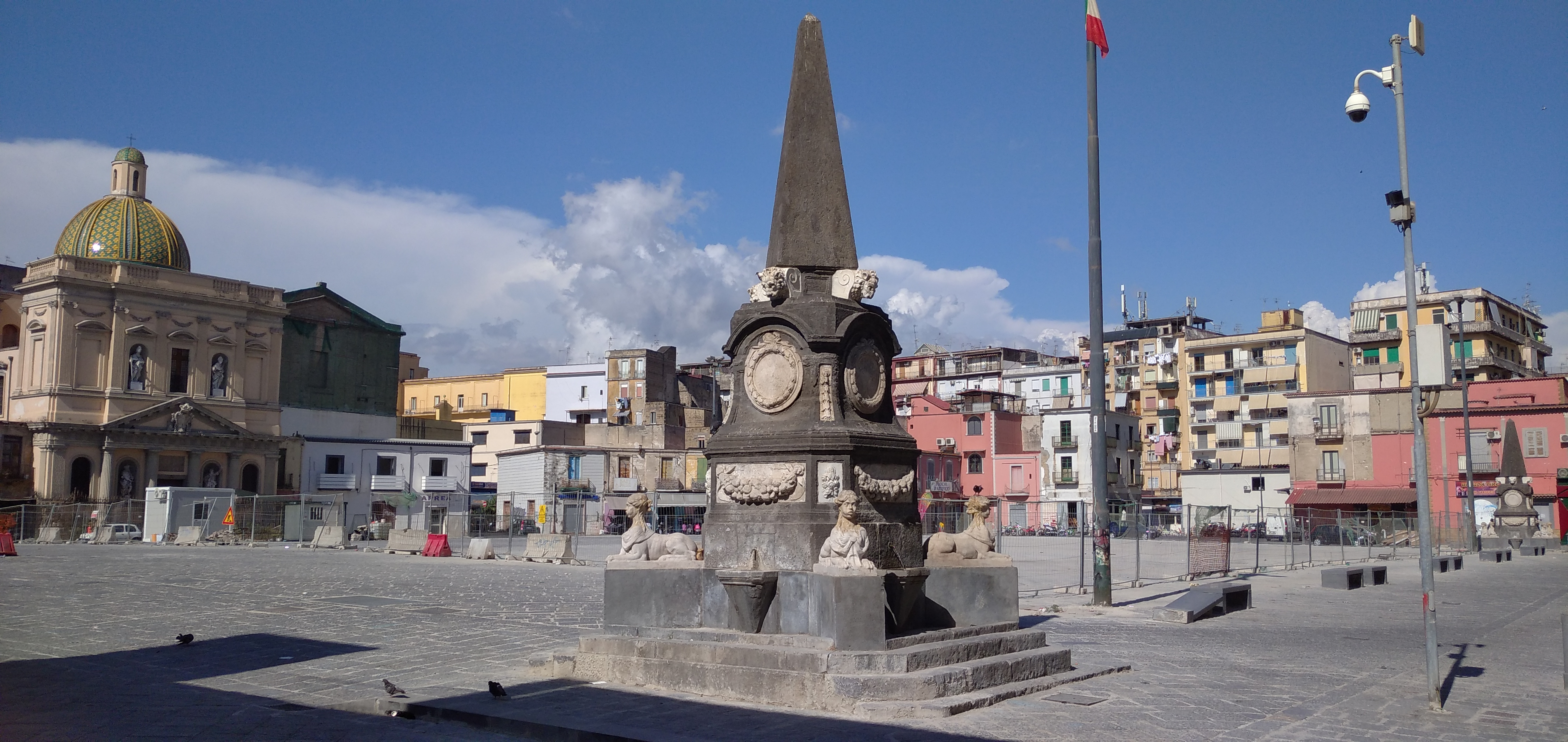
Obélisques de place Mercato.

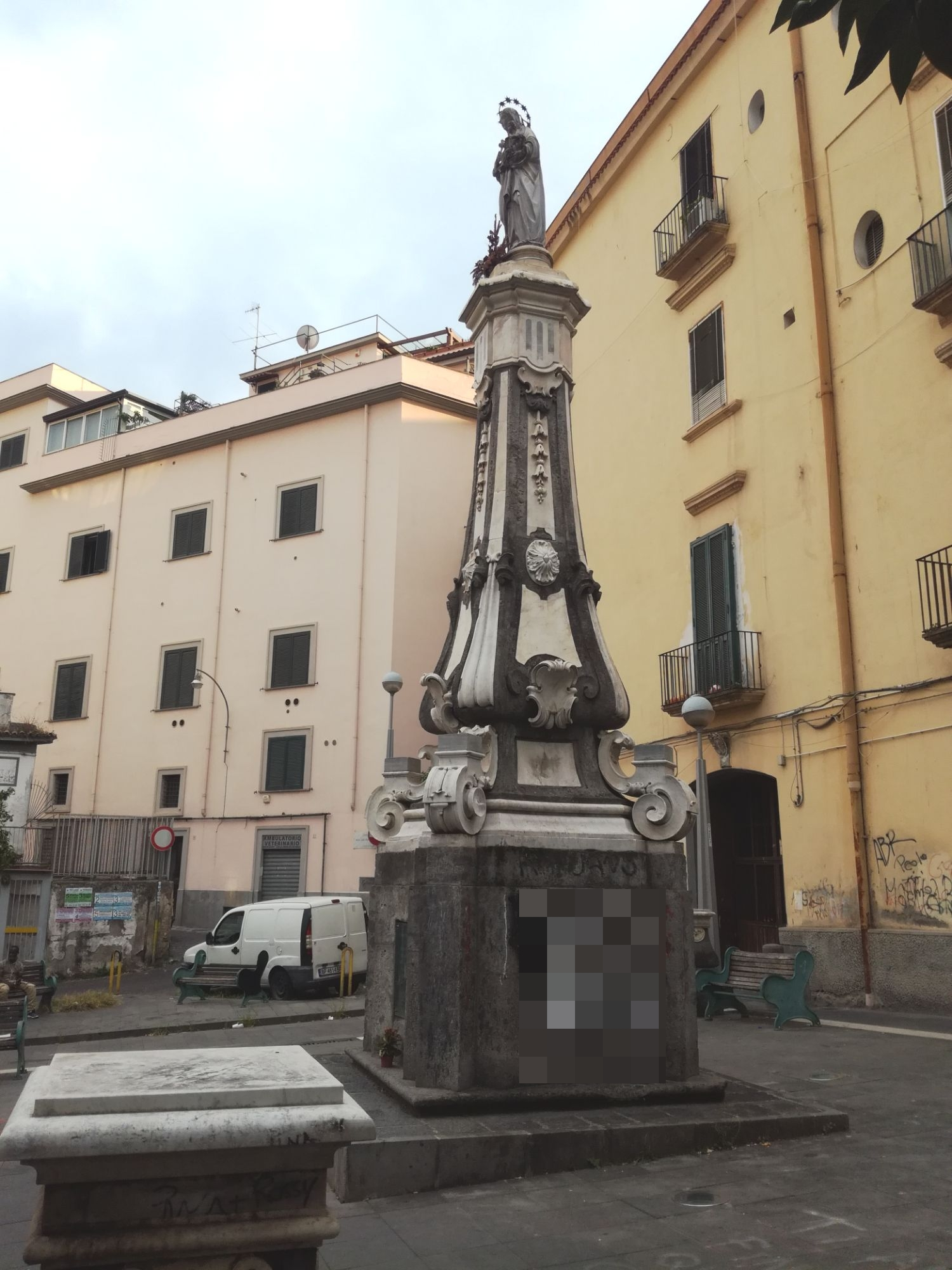
Obélisque de Materdei

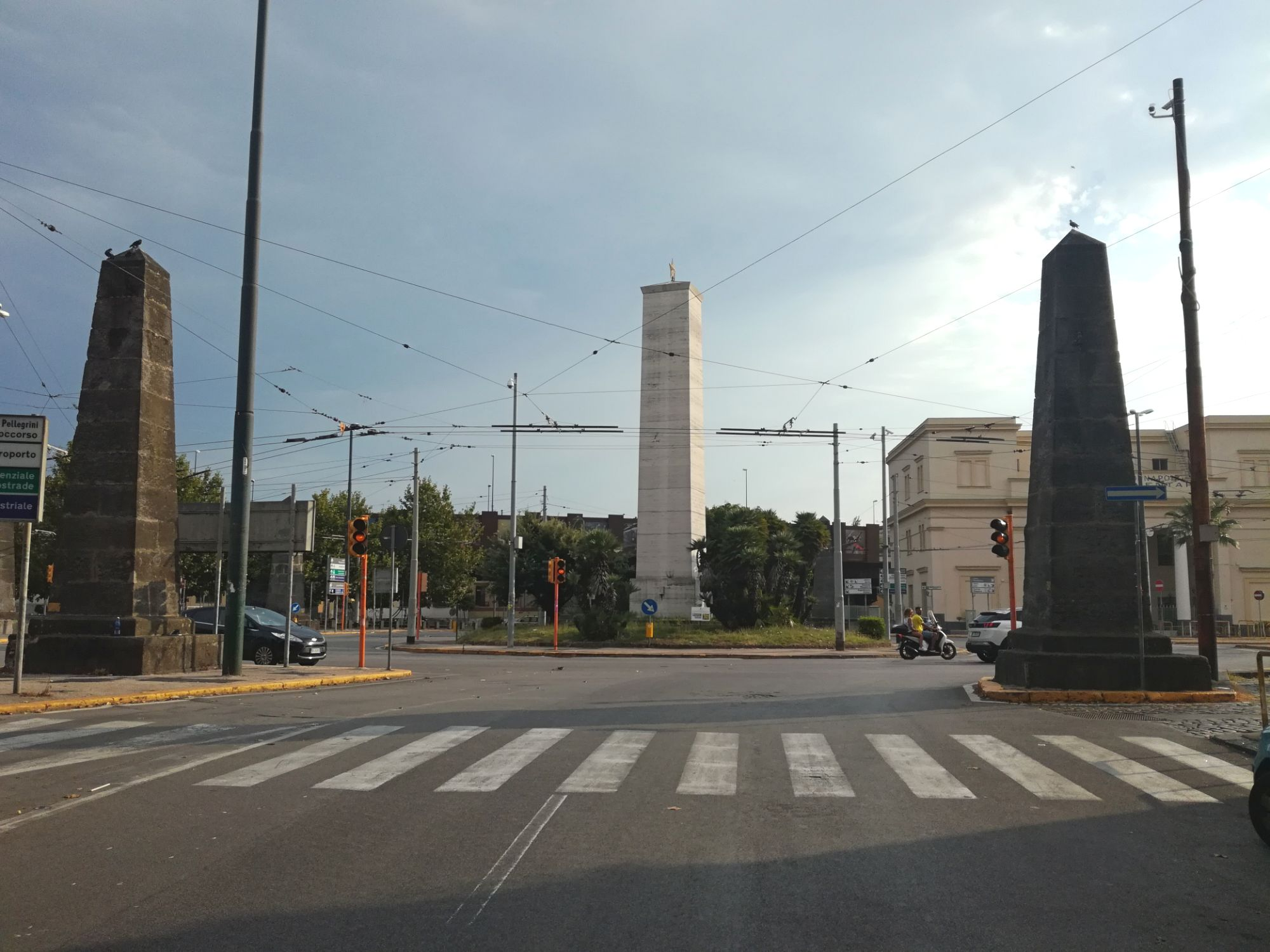
Troi des neuf obélisques de place Giuseppe de Vittorio

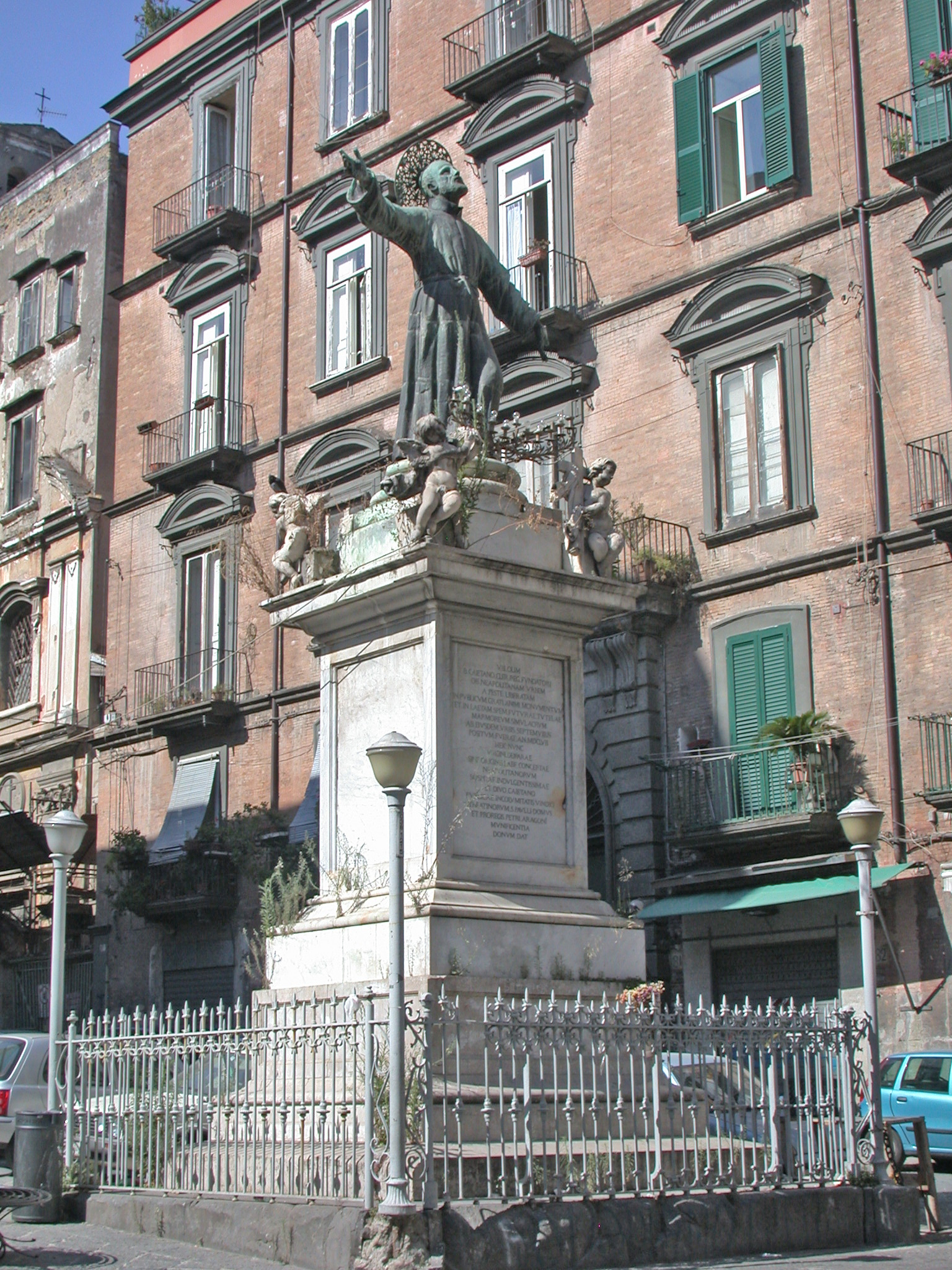
Obélisque de San Gaetano

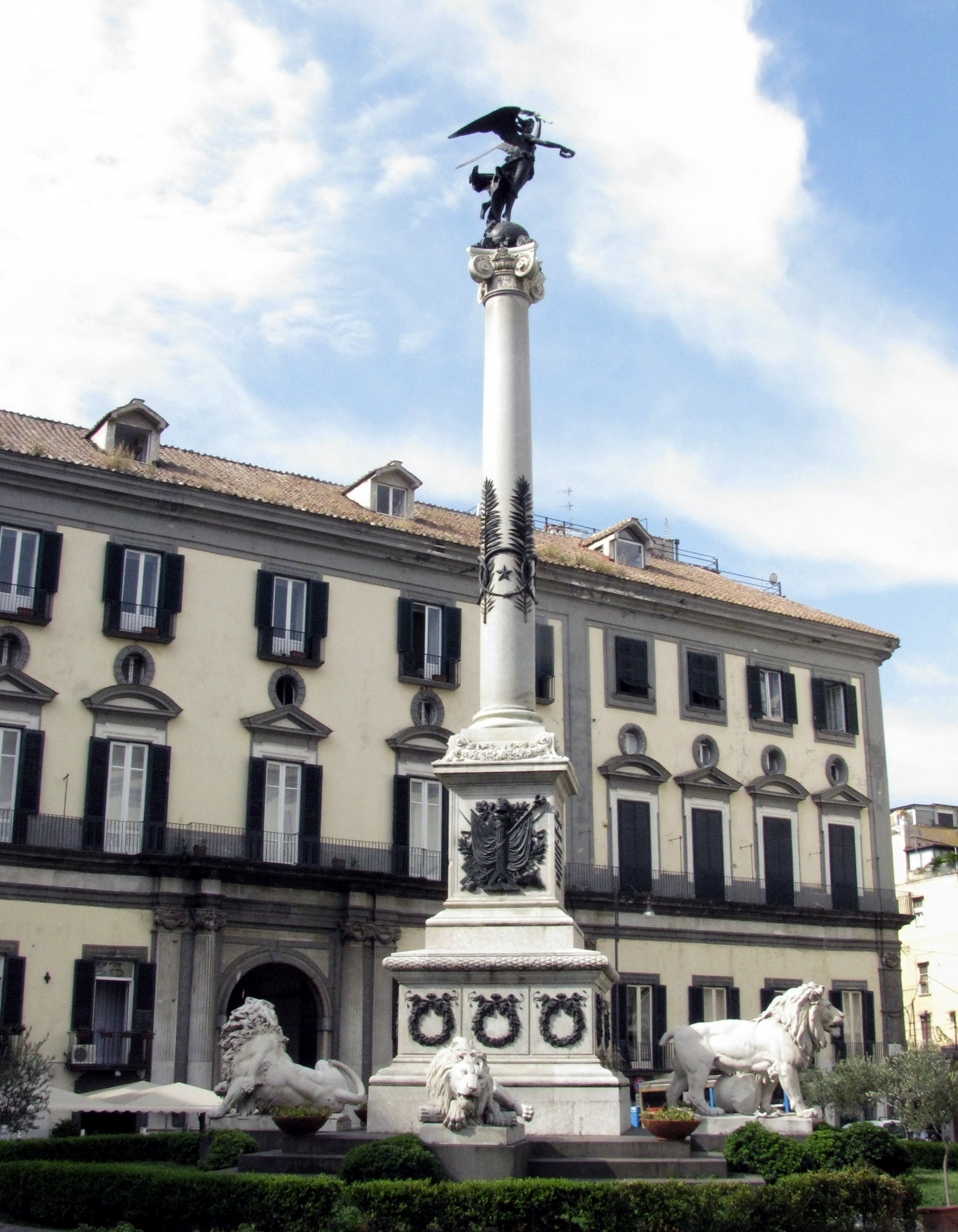
Colonne aux martyrs napolitains

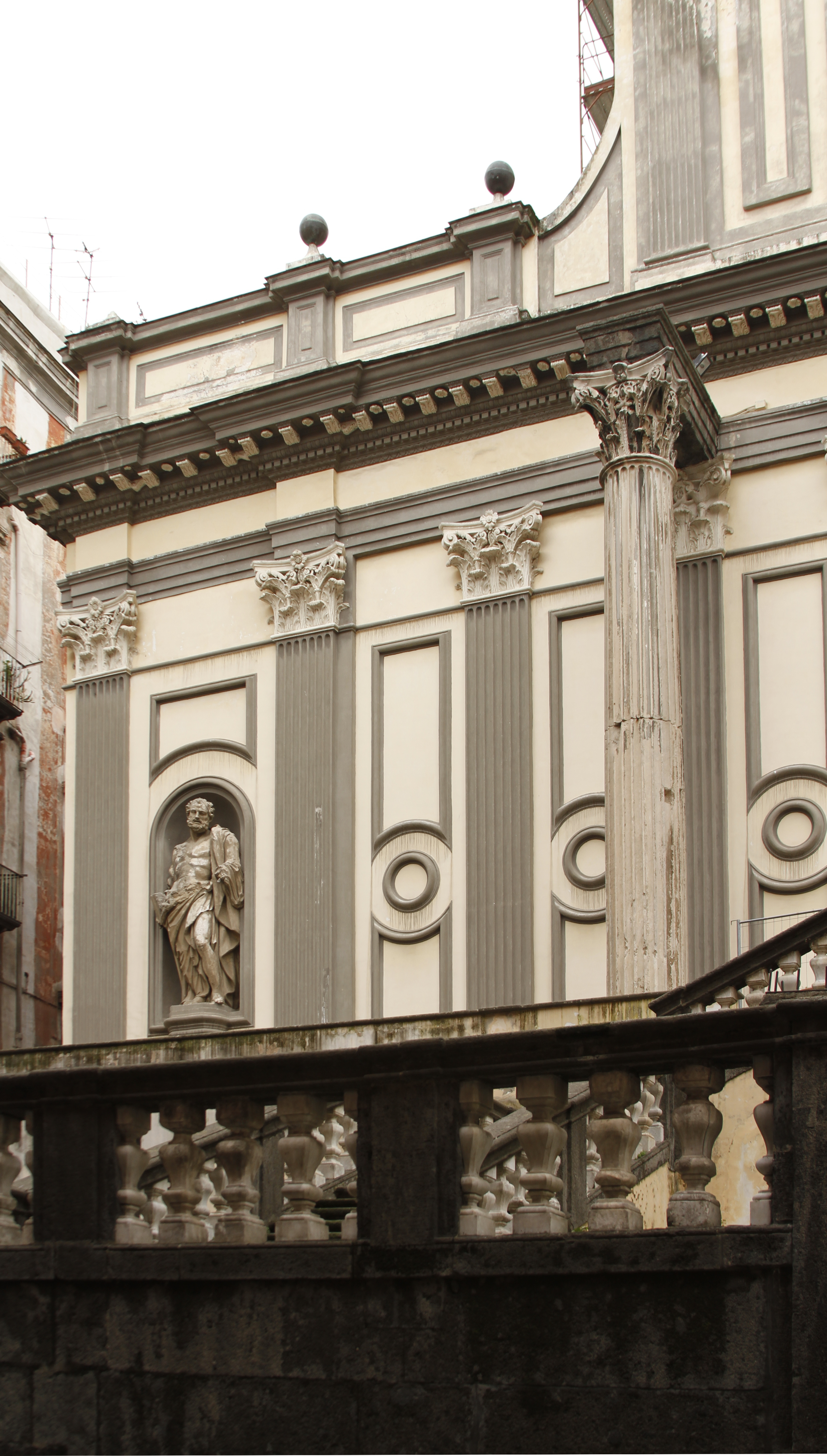
Colonnes du temple des dioscures

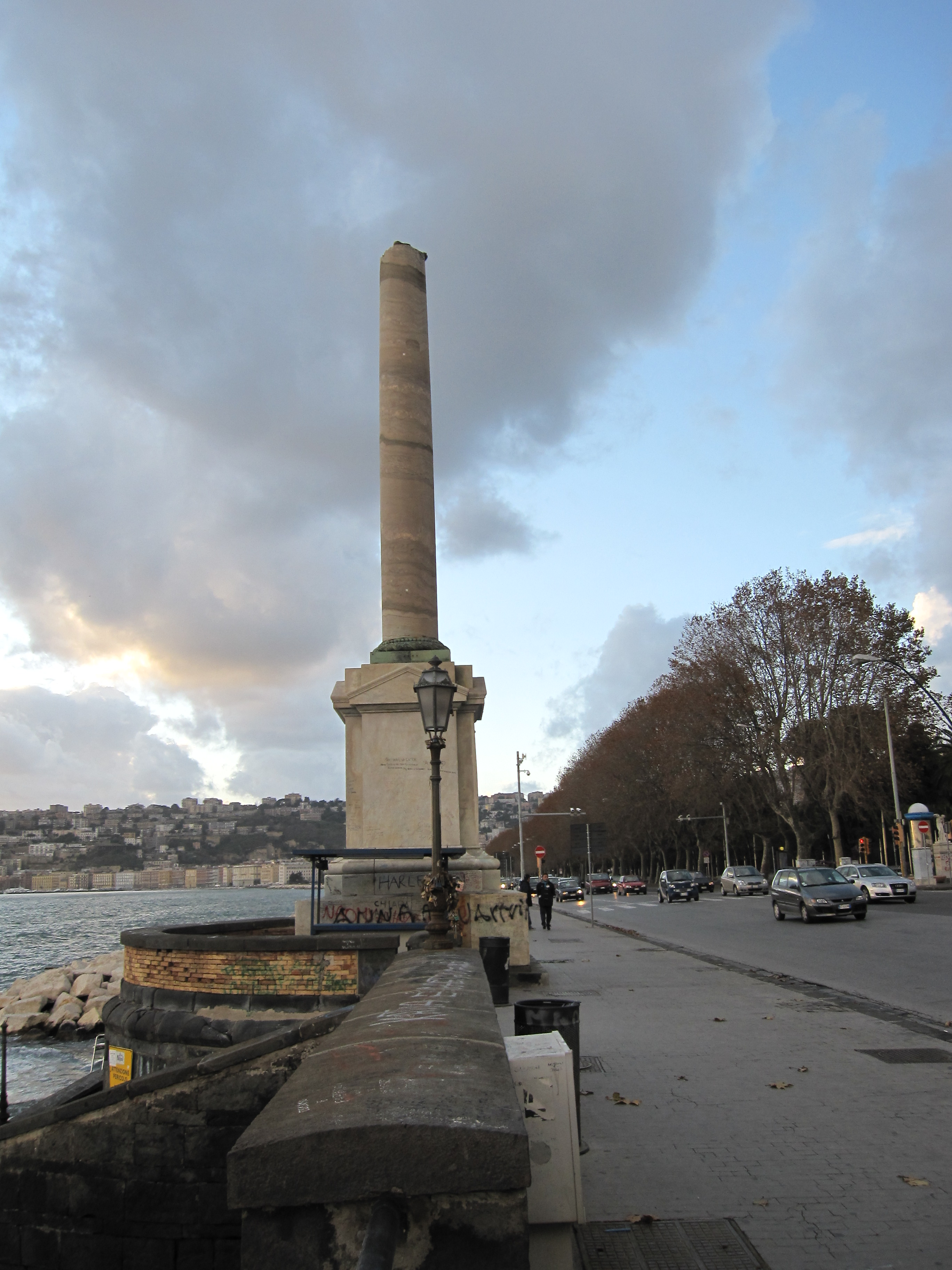
Colonne cassée

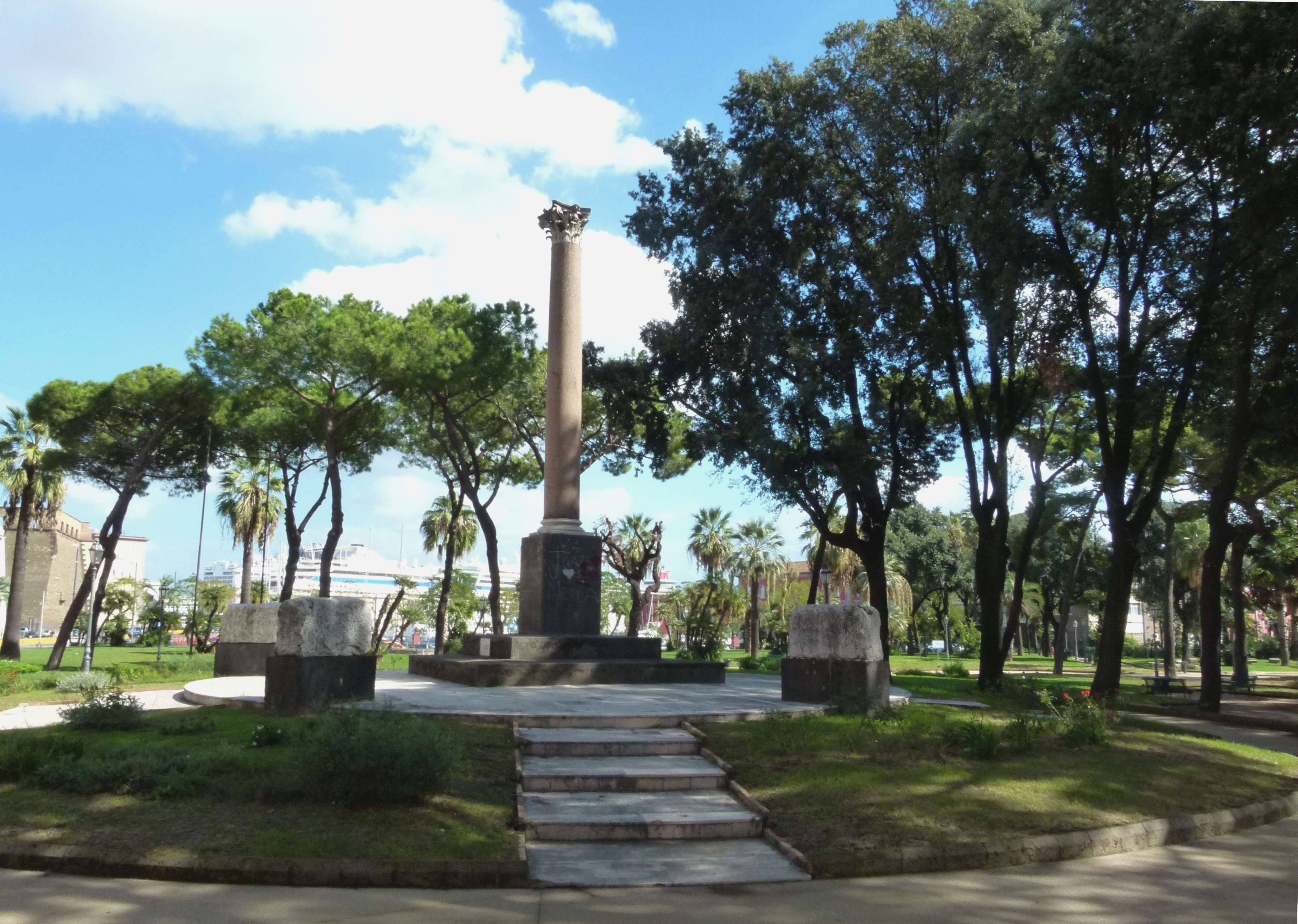
Colonne du Fante

Les Obélisques et colonnes de Naples sont des structures monumentales dans le centre historique de la ville. Ils sont environ trente.

## Liste
Obélisques
- Obélisque de San Gennaro
- Obélisque de San Domenico
- Obélisque du Gesù Nuovo
- Obélisque de Portosalvo
- Obélisque méridien de Naples
- Obélisque de Materdei
- Les neuf obélisques de Place Giuseppe de Vittorio
- Obélisque de place Mercato
- Obélisque de Villa Royale (o municipal)
- Obélisque de place Scipione Ammirato
- Obélisque de Salvator Rosa

Colonnes
- Colonne aux martyrs napolitains
- Colonne brisée
- Colonnes du temple des dioscures
- Colonne de l'Immacolata
- Colonne de place Saint Louis
- Colonne du Fante